# Suanbo-myeon
Suanbo-myeon (koreanska: 수안보면) är en socken i den centrala delen av Sydkorea, 120 km sydost om huvudstaden Seoul. Den ligger i kommunen Chungju i provinsen Norra Chungcheong.